# Vesztergombi György
Vesztergombi György (Budapest, 1943. október 13. – Budapest, 2016. május) fizikus, a magyar nagyenergiás fizikai kutatások meghatározó alakja, a KFKI-RMKI Részecskefizikai Főosztály főosztályvezetője, az MTA Wigner Fizikai Kutatóköpont professzor emeritusa, az Eötvös Loránd Tudományegyetem Fizika Intézetének nyugalmazott egyetemi tanára.

## Életút
1943-ban született Mohácson. Középiskolai tanulmányit a budapesti Piarista Gimnázium végezte, majd az érettségit követően beiratkozott az ELTE Természettudományi Karának fizikus szakára. Diplomamunkáját az KFKI Részecske- és Magfizikai Intézetének Magfizikai Főosztályán neutronok által előidézett reakciók vizsgálatából írta Pálla Gabriella témavezetésével. Fizikusi oklevelét 1967-ben szerezte meg.
Kísérleti fizikusi pályafutását a KFKI-RMKI Nagyenergiás Osztályán kezdte meg. Ezt követően csatlakozott a 70 GeV-es szerpuhovi gyorsítón végzett semleges kaonkísérlethez. A kísérletek célja a híres Pomerancsuk-tétel ellenőrzése volt. Itt kidolgozott egy módszert, amely lehetővé tette, hogy a fotografikus filmek helyett a mágnesszalagok feldolgozására térjenek át. Ez lehetővé tette, hogy a kísérlet adatainak nagy részét Budapesten értékelhették ki. Kandidátusi dolgozatát a dubnai Egyesített Atomkutató Intézetben (JINR) írta, témája "a szénen való regeneráció vizsgálata".
A kísérletek eredményes befejezése után Genfben dolgozott az Európai Nukleáris Társaságnál (CERN). Itt a nagy merőleges impulzusú jelenségek vizsgálatával foglalkozott, az ISR proton-proton ütközőnyalábos gyorsítóján, amely a világon az első volt.
1976-tól a protonok belső szerkezetének vizsgálatát a CERN SPS gyorsító adataival dolgozva az akkor nemzetközi tekintélynek számító Carlo Rubbia csoportjában az NA4 kísérlet keretében. A kísérletek során az elméleti számítások által jósolt skálasértéseket sikerült kimutatni nagy energiákon is. Emellett, a Nagy Elektron-Pozitron Ütköztető (LEP) L3 kísérletének tagjaként részt vett a W- és Z-bozonok részletes tanulmányozásában, illetve a magyar OPAL-csoport elindításában is közreműködött. A kísérletek egyik meghatározó eredménye volt, hogy bebizonyította, kizárólag 3 neutrínócsalád létezik a természetben.
1990-es hazatérése után kutatásainak középpontjába a ritkaságkeltés és ennek kvantumos korrelációi kerültek. 1991-ben szerezte meg a fizikai tudományok doktora címet, doktori értekezésének címe: "Kvark és mértékbozon kölcsönhatások" volt. Itthon támaszkodhatott az alacsonyabb energiákon dolgozó magyar kísérleti csoportokra, a kutatási téma jól illeszkedett a Zimányi József vezette elméleti csoport tevékenységéhez is. A magyar CERN-csatlakozást kihasználva – amelyben kiemelkedő szerepe volt – megalapította az NA49-kollaboráció magyar csoportját Pálla Gabriella, Fodor Zoltán és Sziklai János kutatókkal közösen. Fontos magyar hozzájárulásként megépítették és üzemeltették a Budapest-fal nevű detektort. Kutatómunkája mellett, több évtizeden át tanított kísérleti részecskefizikát. Emellett számtalan tudományos diákköri (TDK), diploma- és doktori dolgozat témavezetője volt. Nevét őrzi a Vesztergombi Nagyenergiás Laboratórium (VLAB).